# Per Frandsen
Per Frandsen (Copenaghen, 6 febbraio 1970) è un allenatore di calcio ed ex calciatore danese, di ruolo centrocampista, tecnico dell'Hvidovre.

## Palmarès

### Giocatore

#### Competizioni nazionali
- Coppa di Danimarca: 1

Copenhagen: 1994-1995
- Supercoppa di Danimarca: 1

Copenhagen: 1995
- Coppa di Lega danese: 1

Copenhagen: 1996

#### Competizioni internazionali
- Coppa Piano Karl Rappan: 1

B 1903: 1989